# Левшин, Александр Иванович
Александр Иванович Левшин (10 октября 1932, Чечено-Ингушская АССР — 18 марта 2006, Ростов-на-Дону) — советский нефтяник, Герой Социалистического Труда (1965).

## Биография

Могила Левшина на Северном кладбище Ростова-на-Дону.

Александр Левшин родился 10 октября 1932 года в станице Промыслы Чечено-Ингушской АССР. Окончил ремесленное училище в Грозном, после чего уехал в Малгобек. Работал в объединении «Грознефть» подсобным рабочим, помощником бурильщика, бурильщиком, буровым мастером.
За время работы Левшина его бригаде удалось добиться высоких скоростей при проходке сверхглубоких нефтяных скважин. Бригаде Левшина было доверено бурение первой нижнемеловой скважины на Терском хребте в Малгобеке глубиной 3750 метров.
Указом Президиума Верховного Совета СССР в 1965 году Александр Левшин был удостоен высокого звания Героя Социалистического Труда с вручением ордена Ленина и медали «Серп и Молот».
С 1966 года Левшин работал на нефтегазовых предприятиях Сахалина, открывал газовые и нефтяные месторождения, ликвидировал фонтаны. Выйдя на пенсию, он уехал в Ростов-на-Дону. Активно занимался общественной деятельностью, руководил Советом Героев Социалистического Труда при Ростовском городском Советом ветеранов. Умер 18 марта 2006 года, похоронен на Северном кладбище Ростова-на-Дону.
Был также награждён рядом медалей.